# Malá Pravčická brána
Malá Pravčická brána (pol. Mała Prawczicka Brama, niem. Kleines Prebischtor) - forma skalna na wzniesieniu (422 m n.p.m.) na Wyżynie Dieczyńskiej (czes. Děčínská vrchovina) w północnych Czechach.

## Położenie
Skała położona jest w północnych Czechach, na obszarze Parku Narodowego Czeska Szwajcaria, w północno-wschodniej części Wyżyny Dieczyńskiej, około 3,9 km. na północny zachód od centrum miejscowości Jetřichovice i około 1,8 km na północ od miejscowości Vysoká Lípa w okresie Děčín. Według czeskiego podziału wzniesienie należy do Krušnohorská subprovincie.

## Opis
Forma skalna w kształcie bramy na wzniesieniu o wysokości około 400 m n.p.m. W piaskowcowej skale natura utworzyła naturalny łukowy portal o wysokości 2,3 m., szerokości 3,3 m. Grubość skały w miejscu bramy wynosi od 1,0 do 1,5 m n.p.m. Skała stanowi jeden z przykładów perforacji skał piaskowcowych na terenie Parku Narodowego Czeska Szwajcaria. Skała na szczycie z naturalnym otworem bramnym, stanowi jedną z wielu atrakcji Parku Narodowego "Czeska Szwajcaria" (czes. NP České Švýcarsko).

## Turystyka
Obok skały prowadzi szlak turystyczny
- czerwony - Europejski długodystansowy szlak pieszy E3.

## Zobacz
- Brama Pravčicka